# Tros (meerlijn)

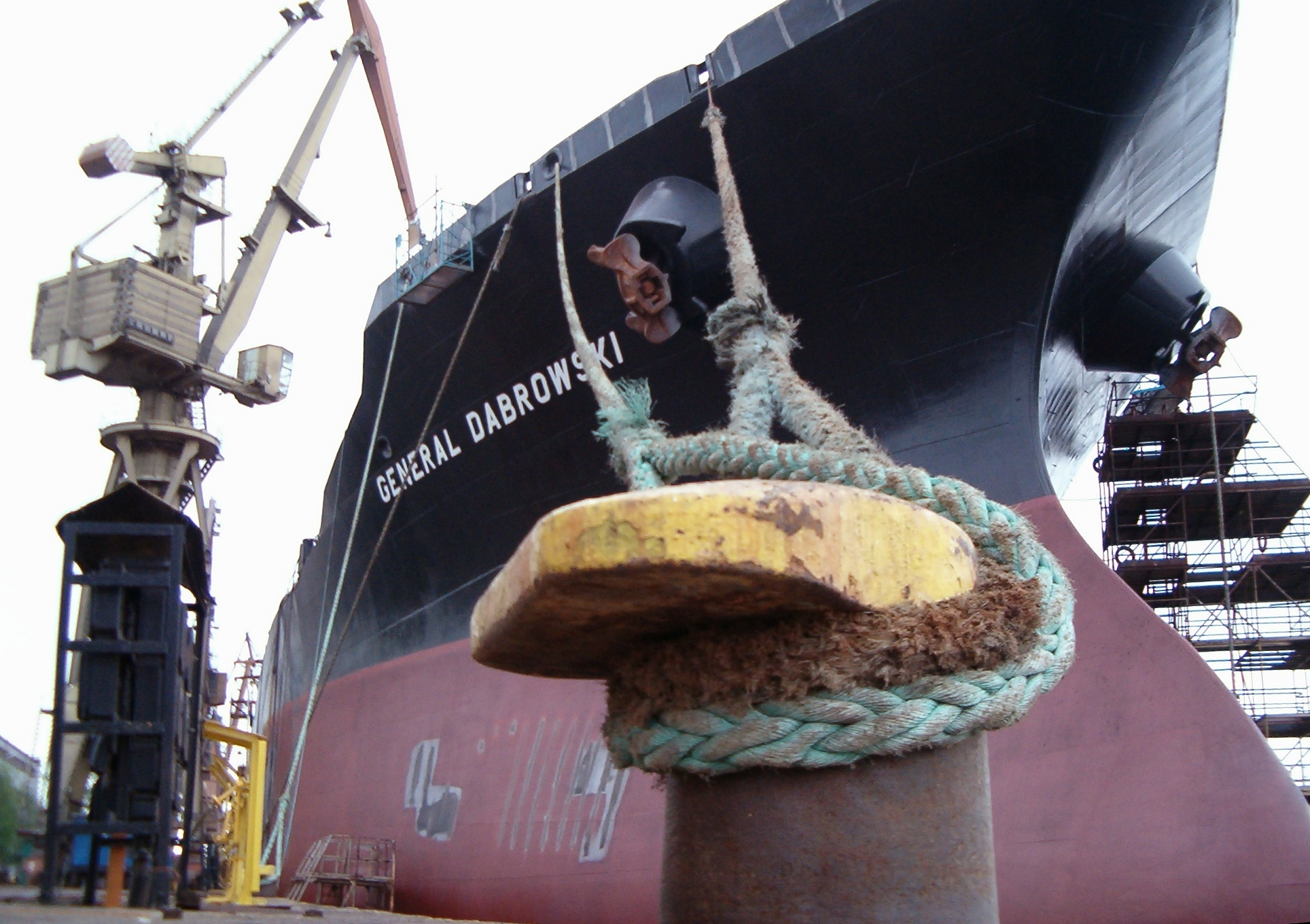
Een meertros die een schip aan de kade houdt

Een tros die gebruikt wordt om schepen af te meren heeft meerdere benamingen, afhankelijk van het gebruik. Men spreekt van een voor- en achtertouw of draad. Als hij gebruikt wordt om te verhinderen dat een afgemeerd binnenschip een voor- of achterwaartse verplaatsing maakt noemt men het een steekeind. In de zeevaart en de watersport wordt een steekeind aangeduid met spring. Ook de benaming landvast wordt gebruikt. 
Een meerlijn of meertouw is een stevig touw met aan het einde een lus, die op boten en schepen gebruikt wordt om het vaartuig vast te leggen aan een bolder. Dat kan met de oogsplits op een bolder aan de wal, maar vaak is handiger de lijn dubbel te nemen en die lus op het bolder aan boord te houden en de lijn over het andere bolder. In een sluis hoeft men dan niet naar de bolder te klauteren bij het losmaken, maar haalt gewoon de lijn binnen.  
Er zijn tegenwoordig ook andere systemen om schepen tijdelijk vast te leggen. Er zijn bunkerschepen en veerboten die sterke magnetische koppelingen gebruiken. 